# Edward Jenner
Edward Jenner (17. května 1749 – 26. ledna 1823) byl britský vesnický lékař, který se proslavil zavedením první vakcíny proti pravým neštovicím. Jako vakcínu využil kravské neštovice, které vytvořily odolnost (imunitu) proti pravým neštovicím bez toho, aby byl nakažený ohrožen na zdraví, životě i znetvořením.

## Souvislosti
Již v roce 1721 zavedla v Anglii první očkování (tzv. variolace) proti neštovicím Lady Mary Wortley Montagu. Použila přitom metodu již dříve užívanou v Turecku. Očkování spočívalo v záměrném nakažení pacienta sušeným hnisem z puchýřů pravých neštovic, v němž je původce oslabený. Strupy se při této proceduře vkládaly do řezných ran. Neštovice jsou však velice virulentní, a tak i následný lehčí průběh nemoci mohl vést ke znetvoření, nebo dokonce smrti pacienta, který byl navíc po celou dobu infekční a mohl šířit nemoc dál.

## Život

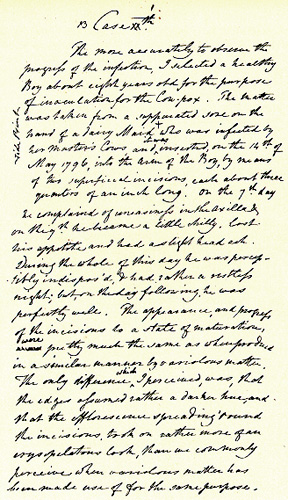
Jennerův rukopis návrhu textu o první vakcinaci je uchován Royal College of Surgeons v Londýně

Edward Jenner se narodil 17. května 1749 v Berkeley v hrabství Gloucestershire jako osmé z devíti dětí. Jeho otec, reverend Stephen Jenner, byl vikář v Berkeley, matka pocházela také ze stejného prostředí.  Edward v pěti letech osiřel a postupně vyrůstal u starších sourozenců. 
Chodil do školy Katherine Lady Berkeley's School ve Wotton-under-Edge a také v Cirencesteru.  Během docházky do školy byl variolován proti pravým neštovicím, tj. byl záměrně infikován virem pravých neštovic, což mohlo způsobit propuknutí nemoci i znetvoření, ale poskytlo mu před nimi celoživotní ochranu. Ve 14 letech odešel do učení k chirurgovi Danielovi Ludlowovi v Chipping Sodbury (jižní Gloucestershire), kde  během sedmi let získal většinu zkušeností potřebných k tomu, aby se sám stal chirurgem.
V roce 1770, když mu bylo 21 let, se Jenner stal učedníkem chirurgie a anatomie u chirurga Johna Huntera a dalších v nemocnici St George's Hospital v Londýně. 
William Osler zaznamenal, že Hunter dal Jennerovi radu Williama Harveye, dobře známého v lékařských kruzích (a charakteristickou pro věk osvícenství): „Nemysli; zkus to.“
Hunter zůstal s Jennerem v korespondenčním kontaktu ohledně přírodopisu a navrhl jej za člena Královské společnosti. Magisterský titul získal na Univerzitě v St Andrews v roce 1792.
Je mu přičítán pokrok v porozumění angině pectoris.
Ve své korespondenci s Heberdenem napsal: „Jak moc musí srdce trpět kvůli tomu, že koronární tepny nemohou vykonávat své funkce“.
Po návratu do rodného kraje v roce 1773 se tam Jenner stal úspěšným rodinným lékařem a chirurgem, praxi provozoval v Berkeley. V roce 1785 zakoupil dům Chantry,  v němž  bydlel až do své smrti s výjimkou cest do Londýna a později do svého statku v Cheltenhamu.  Dokonce měl na pozemku tohoto domu doškový přístřešek pro chudé pacienty, kteří nemohli platit, především v době po konci století, kdy se očkování už stalo známým. V domě je zřízeno Jennerovo muzeum. 

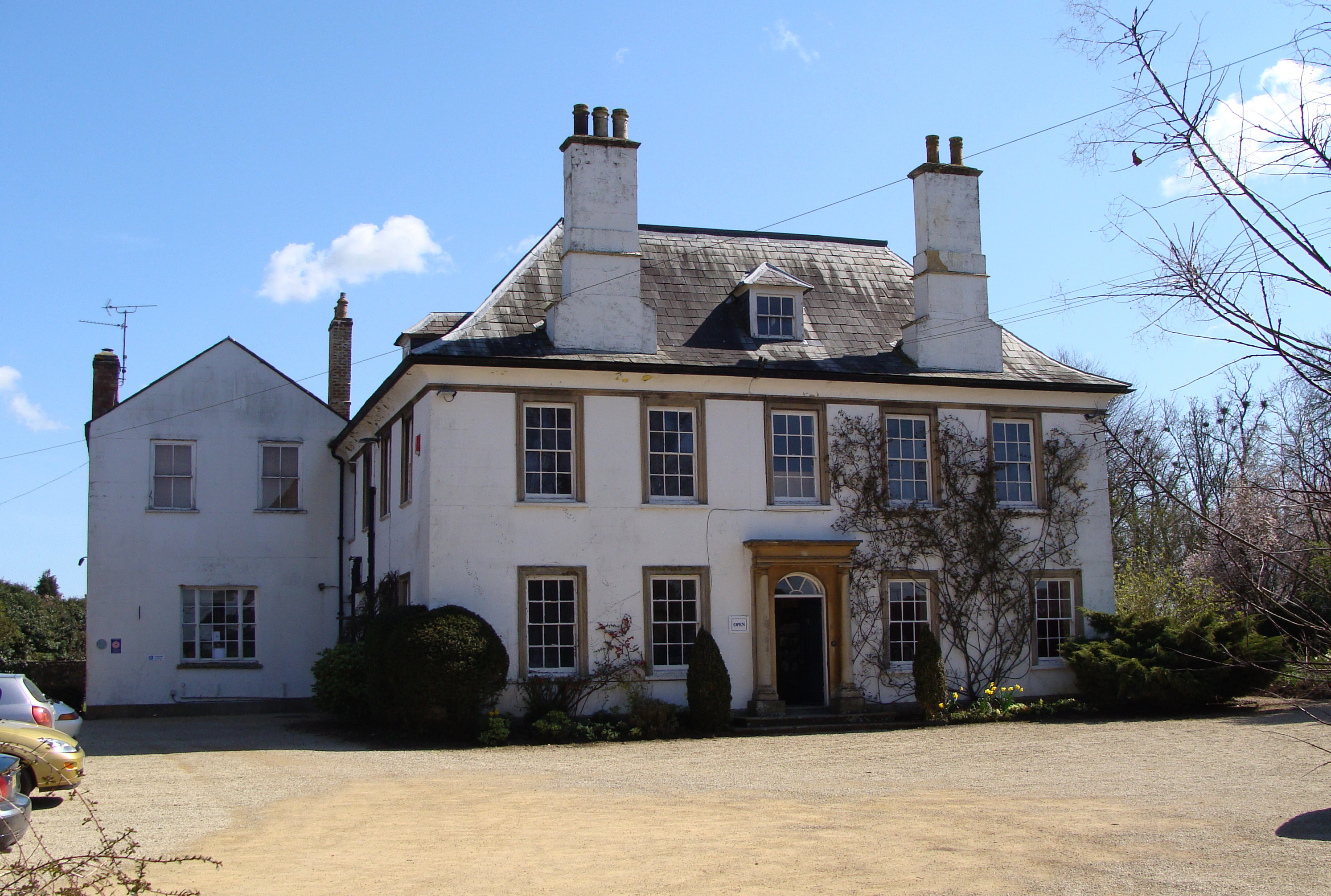
Jennerův dům The Chantry v Berkeley (dnes muzeum)

V roce 1788 ze oženil s Catherine Kingscotovou a spolu měli 3 děti, syny Edwarda a Roberta a dceru Catherine.  Jenner byl společensky činný, byl členem několika lékařských společností v blízkém okolí a se svými přáteli se věnoval balónovému létání. Další jeho aktivitou bylo pozorování přírody a chování živočichů (ropuchy, ježci, ptáci),  mnohé studie dělal pro svého učitele Huntera. Jeho práce o pozorování kukačky obecné byla v roce 1788 otištěna v  časopise Královské společnosti a na základě těchto pozorování byl v témže roce Jenner zvolen členem této instituce. 

## Objev vakcinace
Edward Jenner už od dětství slýchal, že dojičky krav, které prodělaly kravské neštovice, těmi pravými neštovicemi nikdy neonemocněly.
Z toho vyvodil, že kravské neštovice vytvářejí u lidí odolnost proti pravým (černým) neštovicím.
Když v roce 1796 pracoval jako praktický lékař v Berkeley v hrabství Gloucestershire, potkal mladou dojičku Sarah Nelmsovou, která měla na rukách a pažích čerstvý výsev kravských neštovic. Hnis z jejích čerstvých puchýřků 14. května 1796 záměrně naočkoval osmiletému Jamesi Phippsovi. Chlapec měl krátce po očkování zvýšenou teplotu a nepříjemný pocit v podpaží. Devátý den trpěl nechutenstvím, ale další den už se cítil mnohem lépe. Po šesti týdnech, kdy se úspěšně vyléčil, mu Jenner podal virus pravých neštovic, ale chlapec podle jeho předpokladu neonemocněl. Tento pokus je považován za první skutečnou vakcinaci. V Phippsově domě je nyní Jennerovo muzeum.
| „               | Nevím, zda jsem přece jen neudělal chybu a nestvořil něco úděsného | “ |
| — Edward Jenner |                                                                    |   |

Jenner poté použil tuto metodu ještě mnohokrát a na základě těchto pozorování sepsal práci, kterou poslal britské Královské společnosti, ale ta ji odmítla publikovat. Jenner se však nevzdal a práci publikoval v roce 1798 na vlastní náklady a nazval v ní svoji metodu vakcinací (z latinského slova vacca, česky kráva). V následujících dvou letech vydal ještě další dva články. Jeho metoda získala záhy velkou popularitu a rozšířila se nejen v Británii, ale i v Evropě. Během tří let byly proti pravým neštovicím očkovány statisíce lidí. V Čechách se s očkováním začalo v roce 1821 na základě císařského dokumentu a ukončeno bylo až v roce 1980, po celosvětovém vymýcení pravých neštovic.

## Závěr života
Jenner se stal členem mnoha  vědeckých společností. V roce 1802 byl zvolen čestným členem Americké akademie umění a věd, v roce 1804 členem Americké filozofické společnosti a v roce 1806 zahraničním členem Královské švédské akademie věd. V roce 1805 se stal členem nově ustavené Královské lékařské společnosti v Londýně. Jeho zásluhy byly oceněny i finančním královským darem. V roce 1813 obdržel Jenner čestný doktorát Oxfordské univerzity.
Nadále vykonával lékařskou praxi v Berkeley. V roce 1810 zakoupil  statek v lázeňském městě Cheltenhamu, kde se od roku 1815 věnoval také balneologii. V osobním životě ho postihly smutné události, na tuberkulózu zemřeli syn Edward (1810) a manželka  Catherine (1815). 
Pokračoval ve výzkumu přírodní historie, sbíral zkameněliny a byl považován za znalce geologie. Začal se věnovat pěstování zahradních rostlin a vinné révy.  
V roce 1821 byl jmenován mimořádným lékařem krále Jiřího IV. a byl také jmenován starostou Berkeley a smírčím soudcem.  
Edward Jenner zemřel na záchvat mrtvice 26. ledna 1823 ve věku 73 let.  Byl pohřben v rodinné hrobce v kostele Panny Marie v Berkeley. 